# 萧才人
萧才人（?—?），是唐太宗的才人，萧铿的第二个女儿。
现有册封萧氏为才人的诏书传世：“维贞观年月日云云，於戏！惟萧铿第二女，幼习礼训，夙表幽闲，胄出鼎族，誉闻华阃。宜遵旧章，授以内职，是用命尔为才人。往钦哉！其光膺徽命，可不慎欤！”根据名字萧铿应当是西梁末帝萧琮、唐宰相萧瑀、隋朝萧皇后的子侄辈。